# یوزف توشوفسکی
یوزف توشوفسکی (انگلیسی: Josef Tošovský؛ زادهٔ ۲۸ سپتامبر ۱۹۵۰) یک سیاست‌مدار اهل جمهوری چک است.